# Robbie Russo
Robbie Victor Russo, född 15 februari 1993, är en amerikansk professionell ishockeyback som är kontrakterad till NHL-organisationen Arizona Coyotes och spelar för deras primära samarbetspartner Tucson Roadrunners i AHL.
Han har tidigare spelat på NHL-nivå för Detroit Red Wings och på lägre nivåer för Grand Rapids Griffins i AHL, Notre Dame Fighting Irish (University of Notre Dame) i NCAA och Team USA i USHL.
Russo draftades i fjärde rundan i 2011 års draft av New York Islanders som 95:e spelare totalt.

## Statistik
| 2006–2007   | Chicago Mission           | T1EHL       | 31  | 3  | 17 | 20  | 18  | —  | — | —  | —  | —  |
| 2007–2008   | Chicago Mission           | T1EHL       | 31  | 2  | 5  | 7   | 16  | —  | — | —  | —  | —  |
| 2008–2009   | Chicago Mission           | T1EHL       | 46  | 5  | 17 | 22  | 10  | —  | — | —  | —  | —  |
| 2009–2010   | Team USA                  | USHL        | 34  | 3  | 17 | 20  | 36  | —  | — | —  | —  | —  |
|             | U.S. National U17 Team    |             | 52  | 7  | 24 | 31  | 58  | —  | — | —  | —  | —  |
| 2010–2011   | Team USA                  | USHL        | 24  | 0  | 6  | 6   | 11  | —  | — | —  | —  | —  |
|             | U.S. National U18 Team    |             | 60  | 4  | 26 | 30  | 27  | —  | — | —  | —  | —  |
| 2011–2012   | Notre Dame Fighting Irish | NCAA        | 40  | 4  | 11 | 15  | 14  | —  | — | —  | —  | —  |
| 2012–2013   | Notre Dame Fighting Irish | NCAA        | 41  | 5  | 18 | 23  | 40  | —  | — | —  | —  | —  |
| 2013–2014   | Notre Dame Fighting Irish | NCAA        | 21  | 4  | 11 | 15  | 8   | —  | — | —  | —  | —  |
| 2014–2015   | Notre Dame Fighting Irish | NCAA        | 40  | 15 | 26 | 41  | 20  | —  | — | —  | —  | —  |
| 2015–2016   | Grand Rapids Griffins     | AHL         | 71  | 5  | 34 | 39  | 42  | 9  | 1 | 4  | 5  | 9  |
| 2016–2017   | Detroit Red Wings         | NHL         | 19  | 0  | 0  | 0   | 2   | —  | — | —  | —  | —  |
|             | Grand Rapids Griffins     | AHL         | 58  | 7  | 25 | 32  | 37  | 19 | 0 | 7  | 7  | 22 |
| 2017–2018   | Grand Rapids Griffins     | AHL         | 75  | 9  | 23 | 32  | 81  | 5  | 0 | 1  | 1  | 0  |
| NHL totalt  | NHL totalt                | NHL totalt  | 19  | 0  | 0  | 0   | 2   | —  | — | —  | —  | —  |
| AHL totalt  | AHL totalt                | AHL totalt  | 204 | 21 | 82 | 103 | 160 | 33 | 1 | 12 | 13 | 31 |
| NCAA totalt | NCAA totalt               | NCAA totalt | 142 | 28 | 66 | 94  | 82  | —  | — | —  | —  | —  |
| USHL totalt | USHL totalt               | USHL totalt | 58  | 3  | 23 | 26  | 47  | —  | — | —  | —  | —  |